# Logarovci
Logarovci so naselje v Občini Križevci.